# Palos de pollo
Los palos pollo es una actividad tradicional de muchos pueblos valencianos consistente en  que un grupo de jóvenes construyen algún tipo de estructura con sus cuerpos con la intención de coger un premio, habitualmente un pollo, durante la celebración de una festividad.  La realización de la torre se hace de forma improvisada y sin ninguna organización, salvo la amistad que les une.
Un ejemplo de esta actividad se encuentra en Poliñá de Júcar, donde el Domingo de Ramos, una veintena de jóvenes, uniformados con camisetas de un mismo color y dotados de instrumentos de percusión y un par de capazos de recoger fruta, recorren el pueblo gritando ¡Quintos! ¡Quintos!. Este grito proviene de la época cuando existía el servicio militar obligatorio, pero la desaparición del mismo no ha supuesto el final de la tradición. Esta consiste en agarrar un pollo colgado con una cuerda en la calle de la iglesia. Para alcanzarlo forman una torre humana improvisada. No se realizan ensayos y no hay acompañamiento de música. En el siglo XXI el pollo ha sido sustituido por una cesta que contiene un premio en metálico subvencionado por el ayuntamiento.